# Metaphreatoicus affinis
Metaphreatoicus affinis är en kräftdjursart som beskrevs av Nicholls 1944. Metaphreatoicus affinis ingår i släktet Metaphreatoicus och familjen Phreatoicidae. Inga underarter finns listade i Catalogue of Life.